# Трианонски договор
Трианонският договор (на френски: Traité de Trianon, на унгарски: Trianoni békeszerződés) е мирното споразумение от 1920 г., което официално слага край на Първата световна война между повечето държави от Антантата и Кралство Унгария. Договорът регулира статута на независима унгарска държава и определя нейните граници. Той оставя Унгария без излаз на море, обхващаща 93 073 км2, едва 28% от 325 411-те кв2, които съставляват предвоенното Кралство Унгария (унгарската част от Австро-Унгария). Населението става 7,6 милиона, само 36% от населението от 20,9 милиона на бившата държава. Земите, които общо биват разпределени между съседните държави (и всяка от тях поотделно), имат мнозинство от не-унгарци, но 31% от унгарците (3,3 милиона) остават извън пределите на Унгария след подписването на договора. Пет от десетте най-големи градове от предвоенното кралство остават в други държави. Договорът ограничава армията на Унгария до 35 000 офицери и мъже, а австро-унгарският флот престава да съществува.
Основните бенефициери на териториалното разделение на предвоенното Кралство Унгария са Кралство Румъния, Чехословашката република, Кралството на сърбите, хърватите и словенците (по-късно Югославия) и Първата австрийска република. Един от основните елементи на договора е доктрината „самоопределение на народите“ и е опит да се даде на не-унгарците техни собствени национални държави. Но, с изключение на върналата си населеният с преобладаващо немско население Бургенланд Австрия, останалите държави анексират и обширни територии с унгарско мнозинство, разоположени в непосредствена близост и като пряко продължение на границите на следвоенната унгарска държава. Освен това предвоенното Кралство Унгария е образувало най - еднородната географска единица в тогавашна Европа, чиито земи са били неразривно стопански, културно, обществено, политически и духовно свързани,  заради което унгарските политици предлагат федерализация на държавата в предвоенните й граници, превръщайки я в „Швейцария на Централна Европа“, за да се опитат да избегнат разкъсването. Унгарската делегация подписва договора с протест на 4 юни 1920 г. в палата Гранд Трианон във Версай, Франция. Договорът е регистриран в Договора за лигата на нациите на 24 август 1921 г.
Съвременните граници на Унгария са същите като тези, определени в Трианонския договор, с някои незначителни изменения до 1924 г. по отношение на унгарско-австрийската граница и с изключението на три села, които биват прехвърлени на Чехословакия през 1947 г.
Главната причина за безмилостното разкъсване на Унгария е чешката, румънската и Великосръбската шовинистична противоунгарски пропагандни кампании, обвиняващи унгарския министър-председател граф Ищван Тиса, че бил „организирал“ Сараевският атентат заради стремежа на Франц Фердинанд към превръщане на Австро-Унгария в многонародностна федерация в ущърб на унитарната унгарска част от империята, а на Коронния съвет от 8 юли 1914 година „подбудил“ император Франц Йосиф да обяви война на Сърбия, и Унгария така е „предизвикала“ Първата световна война, докато в действителност граф Тиса се е противопоставял на подготвяното нападение срещу Сърбия и се съгласява едва след като в Русия е обявена мобилизация, а руското правителство отхвърля "всякакви призиви към умереност", но дори и тогава той се съгласява при условие Австро-Унгария да изпрати до останалите Велики сили дипломатическа нота, съобщаваща, че при победа Сърбия няма да бъде лишавана от каквато и да е част от територията й - но имперското външно министерство не изпраща нотата му. Нерядко анексиите на унгарските територии са се осъществявали чрез измами - Чехословакия придобива чисто унгарския район на Каса, поставяйки като „неутрални“ комисари, които да проверят достоверността на унгарските твърдения за етническия състав на района, двама чехи, наскоро получили американско гражданство.

## Клаузи в Мирния договор от Трианон
- Клауза, слагаща край на войната
- Споразумителна клауза
- Клауза, числеността на армията не трябва да превишава 35 000 войници и офицери, като тя няма право да притежава авиация и тежка артилерия.
- Придаване на територии, обхващащи почти 2/3 от територията на Унгария съответно към:
  - днешна Словакия и Карпатска Украйна към Чехословакия,
  - днешен Бургенланд (на унгарски: Felsőőrvidék, Őrvidék, или Lajtabánság, на хърватски: Gradišće) към Австрия,
  - Хърватия, Славония (исторически и географски регион в източната част на Хърватия), и част от Банат и Бачка към Кралството на сърби, хървати и словенци и
  - Трансилвания, останалата част от Банат и Парциум – към Румъния,
  - 14 села – към Полша,
  - град Фиуме (днешен Риека) – към Италия.

## Последици
Мирният договор от Трианон откъсва около 3,3 милиона унгарци от родината майка; половината от тях остават да живеят в граничните райони (предимно в южна Словакия), а останалите са разселени във вътрешността на съседните на Унгария държави – най-вече в северната част на Трансилвания в Румъния и във Войводина (Северна Сърбия). От друга страна, част от придадените територии са заселени от неунгарци.
Унгарският народ е потресен и шокиран от клаузите на Мирния договор от Трианон, които откъсват от страната региони, принадлежали на кралство Унгария от 11 век. Девизът на тогавашните унгарци е „Не! Не! Никога!“ (Nem! Nem! Soha!) и „Всичко обратно!“ (Mindent vissza!). В цяла Унгария са изграждани Трианонски паметници и кръстове - практика, продължаваща до ден днешен. До сключването на Виенското споразумение през 1938 г., знамената в цяла Унгария се издигат в знак на траур само на половината на пилона. Едва след това започват да ги издигат на две-трети. През тридесетте години на двадесети век унгарските ученици са започвали учебните занятия с молитва, в която се е призовавало за ревизия на договора и възстановяване на Велика Унгария „(Вярвам в един Бог, вярвам в една империя, вярвам в безкрайната Божия справедливост, вярвам във възраждането на Унгария!)“. През 2010 правителството на Виктор Орбан обявява годишнината на подписването на диктата 4 юни за възпоменателен "Ден на националното единство". В Унгария често има партии, които залагат в програмите си ревизия на границите.